# RedOne
Ne doit pas être confondu avec RED ONE ou Red One (film).
RedOne, de son vrai nom Nadir Khayat (arabe : نادر خياط ; amazighe: ⵏⴰⴷⵉⵔ ⵅⵅⴰⵢⴰⵟ), né le 9 avril 1972 à Tétouan, est un producteur, chanteur, auteur-compositeur-interprète et réalisateur artistique maroco-suédois. Durant sa carrière, il produit de nombreuses chansons notamment pour Lady Gaga comme Just Dance, Poker Face, LoveGame ou encore Bad Romance, ainsi que Fire Burning pour Sean Kingston.
RedOne lance son propre label discographique nommé 2101 Records, en tant que coentreprise avec Universal International Music, une unité administrative d'Universal Music Group. Il écrit également beaucoup de chansons chantées par Alexey Vorobyov, qui représente la Russie au concours Eurovision de la chanson de l'année 2011. En 2013, il collabore avec Ahmed Chawki pour la publication de l'album Habibi I Love You avec Pitbull.
En 2010, il remporte deux Grammy Awards et trois Brit Awards. Il est également décoré du « ouissam du mérite intellectuel » par Mohammed VI à l'occasion de la fête du trône en juillet 2011, l'une des distinctions les plus élevées dans sa terre natale.

## Biographie

### Carrière en Suède (1991–2006)
Khayat est né le 9 avril 1972 à Tétouan, au Maroc. Il fait ses études jusqu'à l'âge de 18 ans, avant de décider de partir en Suède, à 19 ans pour se consacrer entièrement à la musique. Après la création d'un groupe de musique, il part à Hollywood où il devient producteur de hip-hop et de pop.
Après des années d'efforts, RedOne obtient enfin de la reconnaissance en 2005, d'abord avec la chanson Step Up du chanteur Darin, qui atteint la première place des classements suédois ; il obtient plus tard, grâce à ses fréquentes collaborations avec Bilal Hajji, un Grammy dans la catégorie de « chanson scandinave de l'année ». Il continue à produire des succès avec le chanteur canadien Carl Henry comme I Wish et Little Mama, grâce à qui il obtient un Juno Award. Il travaille également aux côtés de la chanteuse pop Britney Spears et de la compositrice Michelle Bell sur une chanson intitulée Money, Love and Happiness en 2005. La chanson ne sera pas publiée dans son intégralité avant 2012 par Bell.
En 2006, RedOne produit Bamboo, désignée « mélodie officielle » de la Coupe du monde de FIFA. Bamboo est présentée comme marque et comme chanson promotionnelle de l'événement lors d'émissions de télévision et des campagnes de publicité, les promotions croisées, et dans le cadre du programme musical officiel de la Coupe du monde, lui faisant gagner ainsi beaucoup d'audience. La Fédération Internationale de Football Association (FIFA) fait de lui le principal producteur et compositeur pour le programme musical officiel de la Coupe du monde 2006 organisé en Allemagne. Il produit un remix mashup de la chanson Hips Don't Lie de Shakira et Wyclef Jean, à cette occasion, joué devant selon les estimations 1,2 milliard de personnes. La chanson Bamboo l'ayant aidé à le populariser en tant que producteur notable sur le marché mondial, RedOne affirme lui-même qu'elle n'ait pas eu l'impact qu'il pensait qu'il aurait lieu, en disant : « Ce fut une bonne chose pour moi en tant que réalisation personnelle, mais en termes d'activité ou d'attirer des étiquettes pour obtenir plus de travail, il n'y a pas eu un grand impact, surtout pas aux États-Unis. Il a ouvert quelques portes qui se fermaient rapidement après[réf. nécessaire]. »

### Arrivée aux États-Unis (depuis 2007)

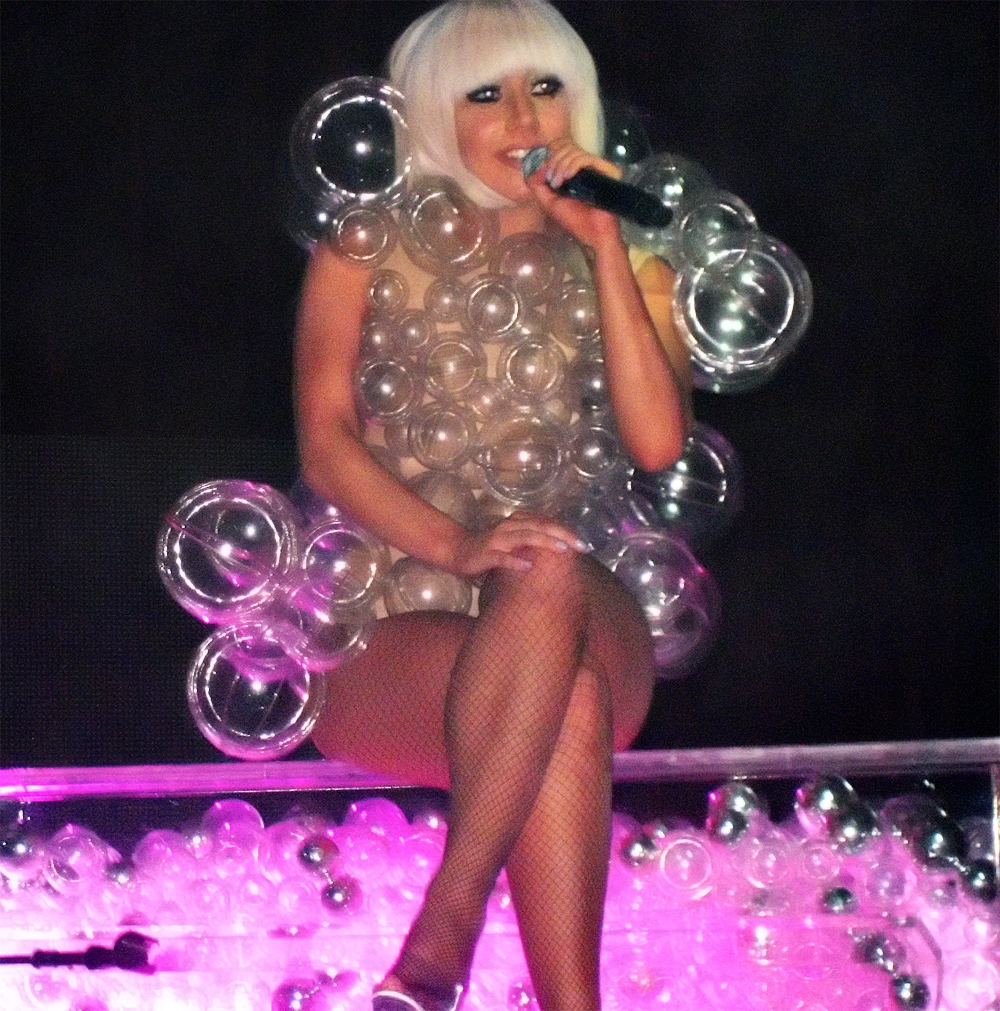
Lady Gaga et RedOne produisent des chansons comme Poker Face et Just Dance à leurs débuts ensemble.

À la suite du succès de Bamboo, RedOne décide de déménager dans le New Jersey dans le but de lancer sa carrière aux États-Unis, estimant que c'était « maintenant ou jamais. » Au départ, l'entreprise échoue. Il lutte pour obtenir même une production unique hélas il a perdu tout son argent dans l'initiative. Pourtant, sur le point d'abandonner et de retourner en Suède, ses efforts attirent l'attention du président du label Epic Records, puis de Charlie Marche. Ces événements conduisent le producteur à participer à un remix d'une chanson de Jennifer Lopez et à quelques démos pour Menudo ; ce sont ces dernières qui mènent RedOne à prendre part à la production du premier album de Kat DeLuna, intitulé 9 Lives. À l'écoute des productions de RedOne pour DeLuna, Marche, suffisamment impressionné, lui demande de produire l'album en entier.
Fin 2007, l'ancienne société de gestion de Lady Gaga lui présente RedOne. Ensemble, ils écrivent une chanson intitulée Boys, Boys, Boys. Ils produisent des tubes parmi les plus populaires, tels que Poker Face et Just Dance. RedOne continue à coproduire pour Lady Gaga, et écrit et produit pour Mylène Farmer, Porcelain Black, New Kids on the Block, Mika, Akon, Zander Bleck, Brandy, Enrique Iglesias, Lionel Richie, The Cheetah Girls, Tami Chynn, Flipsyde, Paulina Rubio et RBD. En 2008, RedOne coécrit avec Lady Gaga une chanson intitulée Fashion, enregistrée à la télévision américaine par la personnalité Heidi Montag. Plus tard, la chanson est reprise par Lady Gaga, et incluse en 2009 dans la bande originale du film Confessions d'une accro du shopping. Au début de 2009, RedOne travaille avec Michael Jackson sur ce qui serait le dernier album du chanteur défunt. À cette époque, il a produit un remix de We Are the World', pour amasser des fonds pour l'effort de secours à Haïti après que la zone était dévastée par des tremblements de terre.
En novembre 2011, il remixe le célèbre Top Horaire (jingle chanté à chaque début d'heure) pour la radio NRJ en France. En 2014, il est classé parmi les « 50 personnalités africaines les plus influentes dans le monde » par le magazine Jeune Afrique.
En 2015, RedOne annonce travailler sur son premier album studio, intitulé RedOne Presents. Il compte faire participer Lady Gaga, Enrique Iglesias, Priyanka Chopra, Stevie Wonder, et Lionel Richie. Toujours en 2015, il se lance dans la musique country en co-écrivant et co-produisant la chanson Live Forever de The Band Perry. RedOne confirme aussi sa réunion avec Lady Gaga comme producteur pour son cinquième album. Sous un énième coup de tête de la star, il ne produira finalement qu'une seule chanson (Angel Down) présente sur son cinquième album intitulé Joanne.
En 2016, Redone sort le single Don't You Need somebody avec Shaggy.
En fin octobre 2017, il sort le single Boom Boom en featuring avec Daddy Yankee, French Montana et Dinah Jane. Le clip a dépassé les 25 millions de vues en 24 heures.
En octobre 2021, son nom est cité dans les Pandora Papers.
En novembre 2022, il sort un titre pour la coupe du monde 2022 au Qatar Light The Sky avec Nora Fatehi, Balqees, Rahma Riad, Manal.
Et maintenant,il crée un film avec Omar lotfi au Maroc et le nomme l'Batal.
En juin 2024, RedOne est désigné par Florentino Pérez pour produire le nouvel hymne du Real Madrid.

## Labels

### 2101 Records

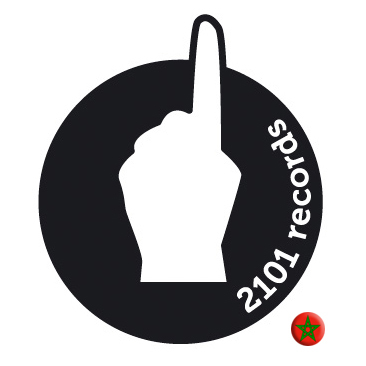
2101 Records.

En 2010, RedOne lance 2101 Records, une société de production musicale et label en partenariat avec Universal Group International, une division d'Universal Music Group. 2011 Songs est une société d'édition administrée par Sony ATV Songs (IMC) affiliée à 2011 Records. Chaque artiste signé chez 2101/Universal est publié par Universal Music Group.
L'artiste suédois-congolais Mohombi (anciennement Avalon) est le premier signé au label. Il publie son premier album studio MoveMeant le 28 février 2011. Son single Bumpy Ride est certifié double disque de platine en Suède en février 2011.
En mars 2011, Porcelain Black, anciennement connu sous le nom Porcelain And The Tramps, publie son premier single This Is What Rock n 'Roll Looks Like en featuring avec Lil Wayne via Universal Republic et 2101 Records. RedOne présente à Porcelain Derrick « EI » Laurent, directeur de Lil Wayne. Grâce à Laurent, Porcelain Black rencontre le rappeur qui voulait être présenté sur le single. Porcelain Black se joint à Lil Wayne, Nicki Minaj, Rick Ross et Travis Barker en Amérique du Nord pour la tournée I Am Music Tour 2. Naughty Naughty, deuxième single de Porcelain Black, est publié le 13 décembre 2011. En réponse à ses fans impatients qui lui écrivent sur Twitter, RedOne le divulgue sur YouTube le 18 septembre 2011. Son premier album, appelé Mannequin Factory ou Black Rainbow, est annoncé pour 2013 puis repoussé jusqu'en 2014, après le succès en France de son nouveau single One Woman Army. À la suite de conflits avec 2101 Records, qui repousse de nombreuses fois la sortie de l'album, Porcelain Black quitte finalement le label et annonce que ses collaborations avec RedOne sont finalement abandonnées.
Le 1er août 2011, RedOne signe un contrat de distribution de son label avec Cash Money Records. En avril 2012, le groupe Talkback publie son premier single, Laugh Laugh, en passant par 2101 et Cash Money Records. Toujours en collaboration avec Cash Money Records, RedOne coécrit quatre chansons pour l'album Pink Friday: Roman Reloaded de Nicki Minaj, qui contient les singles à succès Starships et Pound the Alarm. RedOne écrit également la chanson Save You Tonight du premier album du boys-band britannique, One Direction. Le 19 juin 2012, 7Lions publie son premier EP, Born 2 Run. RedOne coécrit et coproduit son premier single Born 2 Run, aux côtés du producteur Morgan Taylor Reid, qui s'occupe également de quatre autres titres de l'album, One Man Symphony, Urgence, Taking Over, et One More Time. Le single Born 2 Run devient un hymne sportif présenté sur des émissions télévisées et événements comme Les expéditions extrêmes (National Geographic Channel), Breeders 'Cup 2011 (ABC), Thanksgiving Day 2011 (National Football League), l'Open d'Australie 2012 (ESPN), Daytona 500 et Major League Baseball (FOX).
Les artistes, anciens et actuels, du label incluent Jennifer Lopez, Mohombi, Havana Brown, Midnight Red, Porcelain Black, et 7Lions.

### RedOne Records
En 2014, RedOne met un terme à ses activités au sein de 2101 Records et annonce la création d'un nouveau label discographique appelé RedOne Records, après « des divergences dans la manière de gérer les choses », selon ses propos lors d'une interview avec station radio espagnole Los 40 Principales. Les artistes, anciens et actuels, du label incluent  : Chawki, Midnight Red, SuperMartxé, Porcelain Black, Kika, Sophia Del Carmen, Wayne Beckford et Andreas Wijk.

## Distinctions
En 2010, RedOne remporte deux Grammy, et est nommé quatre fois à la 52e édition des Grammy Awards, notamment dans la catégorie de l'« album de l'année » pour The Fame Monster, et dans les catégories « meilleure production dance » et « chanson de l'année » pour la chanson Poker Face de Lady Gaga. En 2011, RedOne est nommé pour un Grammy dans la catégorie de « producteur de l'année (non classique) ». Il est également nommé pour l'« album de l'année », pour la deuxième fois consécutive, pour The Fame Monster de Lady Gaga. RedOne est nommé pour son travail sur Born This Way avec Lady Gaga à la 54e édition des Grammy Awards.

## Discographie

### Productions
- 2001 - A*Teens - ...To the Music
- 2002 - A*Teens - Slam
- 2002 - A*Teens - Singled Out
- 2004 - Christina Milian - L.O.V.E. (Remix feat. Joe Budden)
- 2004 - Daniel Lindström - Break Free
- 2004 - Daniel Lindström - My Love Won't Let You Down
- 2005 - Darin - I Can See U Girl
- 2005 - Darin - Encore, Otra Vez, One More Time
- 2005 - Darin - What's Love
- 2005 - Darin - Move
- 2005 - Darin - Laura
- 2005 - Darin - B What U Wanna B
- 2005 - Darin - U Don't Hear M
- 2005 - Darin - Step Up
- 2006 - Shakira - Hips Don't Lie/Bamboo (2006 World Cup Mix) ft Wyclef Jean (RedOne Remix)
- 2006 - Ola - Cops Come Knocking
- 2006 - Ola - Go go Sweden
- 2006 - RBD - Wanna play
- 2006 - RBD - Cariño Mio
- 2007 - Elize - Itsy Bitsy Spider (Album Version)
- 2007 - Kat DeLuna - 9 Lives
- 2007 - Kat DeLuna - Run The Show
- 2007 - Kat DeLuna - Am I Dreaming
- 2007 - Kat DeLuna - Whine Up
- 2007 - Kat DeLuna - Feel What I Feel
- 2007 - Kat DeLuna - Love Me, Leave Me
- 2007 - Kat DeLuna - In The End
- 2007 - Kat DeLuna - Love Confusion
- 2007 - Kat DeLuna - Animal
- 2007 - Kat DeLuna - Be Remembered
- 2007 - Kat DeLuna - Enjoy Saying Goodbye
- 2007 - Kat DeLuna - Como un Sueño
- 2007 - Kat DeLuna - How We Roll
- 2007 - Kat DeLuna - You Are Only Mine
- 2007 - Lexington Bridge - Alisha
- 2007 - The Cheetah Girls - Crash
- 2008 - Enrique Iglesias feat. Ciara - Takin' Back My Love
- 2008 - Akon - Against the Grain
- 2008 - Akon - Sunny Day
- 2008 - Brandy - True
- 2008 - Darin - Breathing Your Love
- 2008 - Darin - Dance
- 2008 - Darin - Girl Next Door
- 2008 - Darin - See U at the Club
- 2008 - Darin - Brought Me Back
- 2008 - Darin - Breathing Your Love
- 2008 - Lady Gaga - Just Dance
- 2008 - Lady Gaga - LoveGame
- 2008 - Lady Gaga - Poker Face
- 2008 - Lady Gaga - Money Honey
- 2008 - Lady Gaga - Boys Boys Boys
- 2008 - Lady Gaga - Paper Gangsta
- 2008 - New Kids on the Block - Big Girl Now
- 2008 - New Kids on the Block - Dirty Dancing
- 2008 - New Kids on the Block - Sexify My Love
- 2008 - New Kids on the Block - Full Service
- 2008 - New Kids on the Block - Put It on My Tab
- 2008 - New Kids on the Block - Looking Like Danger
- 2008 - Pitbull - Mi Alma Se Muere
- 2008 - Tiffany Evans - Again
- 2008 - Tami Chynn feat. Akon - Frozen
- 2009 - Lady Gaga - Alejandro
- 2009 - Lady Gaga - Bad Romance
- 2009 - Lady Gaga - Monster
- 2009 - Lady Gaga - So Happy I Could Die
- 2009 - Alexandra Burke - The Silence
- 2009 - Alexandra Burke - Broken Heels
- 2009 - Alexandra Burke - Dumb
- 2009 - Backstreet Boys - Straight Through My Heart
- 2009 - Backstreet Boys - All Of Your Life (Need Love)
- 2009 - Cinema Bizarre - I Came 2 Party
- 2009 - Flipsyde - When It Was Good
- 2009 - Flipsyde - A Change
- 2009 - Flipsyde - Green Light
- 2009 - Jada - American Cowboy
- 2009 - Little Boots - Remedy
- 2009 - Pixie Lott - Here We Go Again
- 2009 - Pixie Lott - Rolling Stone
- 2009 - Sean Kingston - Fire Burning
- 2009 - Sean Kingston - Power of Money
- 2009 - Space Cowboy - Just Play That Track
- 2009 - Space Cowboy - Falling Down
- 2009 - Space Cowboy - I Came 2 Party
- 2009 - Space Cowboy - Boyfriends Hate Me
- 2009 - Space Cowboy - Party Like Animal
- 2009 - Space Cowboy - I'ma Be Alright (Rent Money)
- 2009 - Various artists - Fashion (Lady Gaga)
- 2009 - Various artists - Calling You (Kat DeLuna)
- 2009 - Various artists - Unstoppable (Kat DeLuna)
- 2010 - Sugababes - About A Girl
- 2010 - Usher - More
- 2010 - Alexandra Burke - Start Without You
- 2010 - Alexandra Burke feat. Cobra Starship - What Happens On The Dancefloor
- 2010 - Artists for Haiti - We Are the World 25 for Haiti
- 2010 - Cassie - Lets Get Crazy
- 2010 - Enrique Iglesias & Pitbull - I Like It
- 2010 - Enrique Iglesias - One Day At A Time
- 2010 - Enrique Iglesias - Dirty Dancer
- 2010 - Enrique Iglesias - Why Not Me
- 2009 - Honorebel - Take U Away
- 2010 - Kat DeLuna & Elephant Man - Everybody Dance
- 2010 - Kat DeLuna - You Are Only Mine'
- 2010 - Kat DeLuna - Party O'Clock
- 2010 - Kat DeLuna - Oh Yeah (La La La)
- 2010 - Kat DeLuna - All In My Head
- 2010 - Kat DeLuna - Rock The House
- 2010 - Kat DeLuna - Calling You
- 2010 - Kat DeLuna feat. Lil Wayne - Unstoppable
- 2010 - Lil Jon - Give It All U Got
- 2010 - Livvi Franc - Automatik
- 2010 - Mary J. Blige - Whole Lotta Love
- 2010 - Mika - Kick Ass (We are Young)
- 2010 - Mylène Farmer - Oui mais... non
- 2010 - Mylène Farmer - Lonely Lisa
- 2010 - Orianthi - Addicted to Love
- 2010 - Quincy Jones feat. T.I., B.o.B, Prince Charlez Mohombi  - Sanford and Son
- 2010 - Selena Gomez and the Scene  - Summer's Not Hot
- 2010 - Sibel ft Lazee - The Fall
- 2010 - The Bilz and Kashif - On The Dancefloor
- 2011 - Alekseï Vorobiev - Get You
- 2011 - Cher Lloyd - Over The Moon
- 2011 - Cher Lloyd - Playa Boi
- 2011 - Enrique Iglesias, Pitbull & The WAV.s - I Like How It Feels
- 2011 - Jason Derülo - Fight for You
- 2011 - Jennifer Lopez featuring Pitbull - On the Floor
- 2011 - Jennifer Lopez - Papi
- 2011 - Jennifer Lopez - Invading My Mind
- 2011 - Jennifer Lopez - Hypnotico
- 2011 - Jennifer Lopez - Charge Me Up
- 2011 - Kat DeLuna - Muevete Muevete (Ola Ola)
- 2011 - Kat DeLuna - Can You Love Me
- 2011 - Kelly Rowland feat. THE WAV.s - Down for Whatever
- 2011 - KMC - Everybody Jump
- 2011 - Shayne Ward - Let's Do It
- 2011 - Lady Gaga - Judas
- 2011 - Lady Gaga - Hair
- 2011 - Lady Gaga - Scheiße
- 2011 - Lionel Richie ft Guy Sebastian - All Night Long (2011 Mix)
- 2011 - Love Generation - Dance Alone
- 2011 - Love Generation - Love Generation
- 2011 - Midnight Red - One Club At a Time
- 2011 - Mélissa Nkonda - I Dance Alone
- 2011 - Mélissa Nkonda - Mes Aventures
- 2011 - Midnight Red - Step by Step
- 2011 - Mohombi - Bumpy Ride
- 2011 - Mohombi feat. Akon - Dirty Situation
- 2011 - Mohombi feat. Nicole Scherzinger - Coconut Tree
- 2011 - Mohombi - Love In America
- 2011 - Mohombi feat. Nelly - Miss Me
- 2011 - Mohombi - Sex Your Body
- 2011 - Mohombi - Say Jambo
- 2011 - Mohombi - Lovin
- 2011 - Mohombi - Do Me Right
- 2011 - Mohombi - Match Made In Heaven
- 2011 - Mohombi - Maraca
- 2011 - Nayer, Pitbull & Mohombi - Suave (Kiss Me)
- 2011 - Shayne Ward feat. Heidi Range - Party O'Clock
- 2011 - Nicole Scherzinger - Poison
- 2011 - Nicole Scherzinger - Killer Love
- 2011 - Nicole Scherzinger - Say Yes
- 2011 - Nicole Scherzinger - Club Banger Nation
- 2011 - Nicole Scherzinger - Desperate
- 2011 - Nicole Scherzinger - Everybody
- 2011 - Nicole Scherzinger - Don't Hold Your Breath
- 2011 - NKOTBSB - All in My Head
- 2011 - Paulina Rubio - Me Gustas Tanto
- 2011 - Paulina Rubio - All Around the World
- 2011 - Paulina Rubio - Heat of the Night
- 2011 - Pitbull and Marc Anthony - Rain Over Me
- 2011 - Porcelain Black feat. Lil Wayne - This Is What Rock N Roll Looks Like
- 2011 - Porcelain Black - Naughty Naughty
- 2011 - Various Artists - Tomorrow-Bokra
- 2011 - Lazee feat. Mohombi - Do It
- 2011 - JLS feat. Dev - She Makes Me Wanna
- 2012 -  7Lions - Born 2 Run
- 2012 -  7Lions - One Man Symphony
- 2012 -  7Lions - Emergency
- 2012 -  7Lions - Taking Over
- 2012 -  7Lions - One More Time
- 2012 - Akon - America's Most Wanted
- 2012 - Akon - Let's Go Crazy
- 2012 - David Bisbal feat. Cali El Dandee - No Hay 2 sin 3 (Gol) EUROCOPA 2012
- 2012 - Cher feat. Lady Gaga  - The Greatest Thing
- 2012 - Dhani Lennevald - Radio
- 2012 - Dhani Lennevald - Dancing on the moon
- 2012 - Dhani Lennevald - Go Your Own Way
- 2012 - Livvi Franc - One Night Stand
- 2012 - Livvi Franc - Under The Rug
- 2012 - Livvi Franc - Unleashed
- 2012 - Destinee and Paris - Heart Of Mine
- 2012 - Destinee and Paris - It's Over
- 2012 - Destinee and Paris - Sweet Sarah
- 2012 - Dive Bella Dive - Jack The Ripper
- 2012 - Dive Bella Dive - Spend The Night Living
- 2012 - Dolly Rockers - Merry Go Round
- 2012 - Dolly Rockers - Spin The Bottle
- 2012 - Dolly Rockers - Guns & Roses
- 2012 - Jada - Model that Way
- 2012 - KMC feat. Jamtech Foundation - Mash Up the Place
- 2012 - Leighton Meester - What Is Love
- 2012 - Leighton Meester - One More Night
- 2012 - Love Generation - Just a Little Bit
- 2012 - Midnight Red - Body Talk
- 2012 - Midnight Red - Hell Yeah!
- 2012 - Midnight Red - Rockstar Lover
- 2012 - Mohombi - The World Is Dancing
- 2012 - Jean-Roch feat. Pitbull & Nayer - Name of Love
- 2012 - Rwapa Crew feat. Babel - Feels So Right
- 2012 - Nabil Khayat & RedOne  - Knockin' on Heaven's Door
- 2012 - Porcelain Black feat. Eminem - How Do You Love Someone?
- 2012 - Porcelain Black - Living In Sin
- 2012 - Porcelain Black - Mannequin Factory
- 2012 - Porcelain Black - Pretty Little Psycho
- 2012 - Porcelain Black - Stealing Candy From a Baby
- 2012 - Porcelain Black - Who's Next?
- 2012 - Porcelain Black - Swallow My Bullet
- 2012 - Porcelain Black feat. Rye Rye - DNA
- 2012 - The Dolly Rockers - Get You Alone
- 2012 - Charlotte Perrelli feat. Kaye Ryan - Littlke Braveheart
- 2012 - Far East Movement feat. Justin Bieber - Live My Life
- 2012 - Havana Brown feat. Pitbull - We Run the Night
- 2012 - Havana Brown - City Of Darkness
- 2012 - Love Generation - Just A Little Bit
- 2012 - Paulina Rubio - Boys Will Be Boys
- 2012 - Zander Bleck - Temptation
- 2012 - Zander Bleck - Morning
- 2012 - Zander Bleck - City of Light
- 2012 - Porcelain Black - Swallow My Bullet
- 2012 - Ying Yang Twins feat. Greg Tecoz - Fist Pump, Jump Jump
- 2012 - Taio Cruz feat. Pitbull - There She Goes
- 2012 - Nicki Minaj - Starships
- 2012 - Nicki Minaj - Pound the Alarm
- 2012 - Nicki Minaj - Whip It
- 2012 - Nicki Minaj - Automatic
- 2012 - Nicki Minaj - Beautiful Sinner
- 2012 - Jennifer Lopez feat. Pitbull - Dance Again
- 2012 - Flo Rida - I Cry
- 2012 - Pitbull ft Shakira - Get It Started
- 2012 - Havana Brown - Spread A Little Love
- 2012 - Havana Brown - City Of Darkness
- 2012 - Havana Brown - You'll Be Mine
- 2012 - Paulina Rubio - Say The Word
- 2012 - Paulina Rubio - Loud
- 2012 - Cheb Khaled - C'est la vie
- 2012 - Cheb Khaled feat. Pitbull - Hiya Hiya
- 2012 - Cheb Khaled feat. Marwan - Laila
- 2012 - Cheb Khaled - Samira
- 2012 - Cheb Khaled - Ana Âacheck
- 2012 - Cheb Khaled feat. Mazagan - Dima Labess
- 2012 - Cheb Khaled - Wili Wili
- 2012 - Cheb Khaled - Encore une fois
- 2012 - Shakira - Truth or Dare (On the Dancefloor)
- 2012 - Jay-Z - TBA
- 2012 - Kylie Minogue - TBA
- 2012 - Eva Simons - TBA
- 2012 - Ne-Yo - TBA
- 2012 - K'Naan - Sound Of My Falling Heart
- 2012 - Akon - Let's Go Crazy
- 2012 - Kat DeLuna - Wanna See You Dance (La La La)
- 2012 - Priyanka Chopra feat. Will.i.am - In My City
- 2013 - Ne-Yo - Floating Away
- 2013 - Midnight Red - Body Talk
- 2013 - Midnight Red - Rockstar Lover
- 2013 - Mohombi ft KMC - Do You Feel Like Movin
- 2013 - Blue - Break My Heart
- 2013 - Blue - We've Got Tonight
- 2013 - Blue - Paradise
- 2013 - Blue - Sing For Me
- 2013 - Nayer - Jumping Up
- 2013 - Akon - That Na Na
- 2013 - Savvy - Young n Recklesss
- 2013 - Ahmed Chawki - Habibi I Love You (feat. Pitbull)
- 2013 - The Fall - Sibel (feat. Lazee)
- 2013 - Jennifer Lopez - Live It Up (feat. Pitbull)
- 2013 - Priyanka Chopra - Exotic (feat. Pitbull)
- 2013 - John Mamann - Love Life (feat. Kika)
- 2013 - Austin Mahone - What About Love
- 2014 - Magic System - Magic in the Air (feat. Ahmed Chawki)
- 2014 - Porcelain Black - One Woman Army
- 2014 - Sophia Del Carmen - Lipstick
- 2014 - Wayne Beckford - Too Many Girls
- 2014 - Jason Derulo - Stupid Love
- 2014 - Kenza Farah - Yätayö
- 2014 - Ayumi Hamasaki - XOXO
- 2014 - Real Madrid Club de Fútbol - Canción de LA DECIMA (The Song of LA DECIMA)
- 2014 - Kika - Vai Portugal! (Hymne du Portugal pour la coupe du monde 2014)
- 2014 - Pitbull - We Are One (Ole Ola)
- 2014 - Porcelain Black - One Woman Army
- 2014 - Ahmed Chawki - Time of our Lives
- 2014 - Kenza Farah - Briser les chaînes
- 2014 - Isac Elliot - Baby I
- 2014 - Austin Mahone - Till I Find You
- 2014 - Austin Mahone - Next to You
- 2014 - Austin Mahone - Secret
- 2014 - Austin Mahone - Can't Fight This Love
- 2014 - Austin Mahone - The One I've Waited For
- 2014 - Austin Mahone - Shadow (acoustic)
- 2014 - Ahmed Chawki - Come Alive (FIFA Club World Cup Morocco)
- 2016 - Lady Gaga - Angel Down
- 2018 - Faudel - All Day All Night
- 2018 - RedOne & All stars - #HappyBirthdaySidna

### Remixes
- 2004 - Kevin Lyttle - Turn Me On (RedOne Dance-Pop Remix)
- 2005 - Darin - Step Up (feat. Jay Sean) (RedOne Remix)
- 2006 - Shakira - Hips Don't Lie/Bamboo (2006 World Cup Mix) (feat. Wyclef Jean) (RedOne Remix)
- 2007 - Christina Aguilera - Candyman (Remix Officiel)
- 2008 - New Kids On The Block feat. Jadakiss - Summertime (RedOne Remix)
- 2008 - New Kids On The Block - Dirty Dancing (RedOne Remix)
- 2008 - The Clique Girlz - Smile (RedOne Remix)
- 2008 - Lady Gaga feat. Kardinal Offishall - Just Dance (RedOne Remix)
- 2009 - Enrique Iglesias ft Sarah Conor - Takin' Back My Love (Alternate Mix (RedOne Remix)
- 2010 - Livvi Franc - Automatik (RedOne Remix)
- 2010 - Alexandra Burke feat. Laza Morgan - Start Without You (RedOne Remix)
- 2010 - Far East Movement ft Mohombi, Dev & The Cataracs - Like a G6 (RedOne Remix)
- 2011 - Usher - More (RedOne Jimmy Joker Remix)
- 2011 - Havana Brown feat. Pitbull - We Run The Night (US Radio Edit, Remix)
- 2012 - Porcelain Black - Naughty Naughty (RedOne Extended Mix)
- 2012 - Emeli Sandé - My Kind of Love (RedOne & Alex P. Remix))